# Pimodesmus numerosus
Pimodesmus numerosus är en mångfotingart som beskrevs av Kraus 1958. Pimodesmus numerosus ingår i släktet Pimodesmus och familjen Chelodesmidae. Inga underarter finns listade i Catalogue of Life.